# Ерік Сміт (генерал)
Ерік Сміт (англ. Eric M. Smith; нар. 1965) — американський воєначальник, генерал морської піхоти США (2021), 39-й Комендант Корпусу морської піхоти США (з 2023), 36-й заступник коменданта Корпусу морської піхоти США (2021—2023). Учасник війн у Перській затоці, в Афганістані та Іраку.

## Біографія
Ерік Сміт отримав звання другого лейтенанта Корпусу морської піхоти в 1987 році за програмою Корпусу підготовки офіцерів резерву ВМС Техаського університету A&M. Після закінчення базової школи та курсів офіцерів піхоти він дістав призначення до 2-го батальйону 3-го полку морської піхоти командиром взводу для участі в операції «Щит пустелі/Буря в пустелі». Після завершення місії в Іраку пройшов курс підготовки офіцерів морської піхоти, а потім перейшов до 2-го батальйону 2-го полку морської піхоти на посаду командира роти вогневої підтримки та роти «E». Брав участь в операції «Гарантована відповідь» у Монровії, Ліберія. Навчався у Командно-штабному коледжі армії США. Після завершення навчання був начальником військово-морського відділу Військової групи США в Каракасі, Венесуела, з 2001 по 2003 рік.
З 2003 по 2006 рік Сміт служив у 1-й дивізії морської піхоти на посаді офіцера з планування операцій; був начальником штабу 1-ї полкової бойової групи; командиром 1-го батальйону 5-го полку морської піхоти. За цей час він кілька разів брав участь у бойових діях в Іраку на підтримку операції «Свобода Іраку», зокрема у боях у Фаллуджі у 2004 році та в Рамаді у 2006 році. Пізніше служив у 2-й дивізії морської піхоти на посаді помічника начальника штабу та командира 8-го полку морської піхоти, який був направлений в Афганістан і брав участь в операції «Незламна свобода». З липня по листопад 2015 року він командував Південним командуванням сил Корпусу морської піхоти в Маямі, штат Флорида. Потім його перевели до Пентагону на посаду старшого військового помічника міністра оборони.
23 липня 2017 Сміт отримав звання генерал-майора і прийняв командування 1-ю дивізією морської піхоти в Кемп-Пендлтон, I експедиційного корпусу морської піхоти.
У травні 2018 року Сміта підвищено у званні до генерал-лейтенанта і призначено на посаду командира III експедиційного корпусу морської піхоти. 13 червня 2019 року Сміт став командувачем Командування бойового розвитку Корпусу морської піхоти та заступником коменданта КМП з бойового розвитку та інтеграції. У липні 2021 року його висунули й підтвердили на підвищення до чотиризіркового генерала та призначення на посаду заступника коменданта Корпусу морської піхоти. 8 жовтня 2021 року він зайняв цю посаду від Гері Л. Томаса, який пішов на пенсію.
У травні 2023 року Сміта визначили на посаду коменданта Корпусу морської піхоти. З 10 липня 2023 року він став виконувачем обов'язків коменданта після виходу Бергера на пенсію. 21 вересня 2023 року затверджений одноголосним голосуванням 96-0 Комітету Сенату США зі збройних сил та 22 вересня приведений до присяги.
29 жовтня 2023 року Сміта госпіталізували після невідкладної медичної допомоги. У Сміта діагностували зупинку серця. 9 листопада він зробив заяву: «Моє одужання йде добре, і я з нетерпінням чекаю повернення до бою, як тільки зможу».